# Escribônio Largo
Escribônio Largo (em latim: Scribonius Largus; c. 1 – c. 50) foi o médico da corte do imperador romano Cláudio.
Por volta de 47 d.C., a pedido de Caio Júlio Calisto, o liberto do imperador, ele elaborou uma lista de 271 prescrições (Compositiones), a maioria de sua autoria, embora reconhecesse sua dívida com seus tutores, amigos e escritos, de eminentes médicos. Certos remédios tradicionais também estão incluídos. A obra não tem pretensões de estilo e contém muitos coloquialismos. A maior parte foi transferida sem reconhecimento para a obra de Marcelo Empírico (410 a.C.), De Medicamentis Empiricis, Physicis et Rationabilibus, que é de grande valia para a correção do texto de Largus.

## Leituras adicionais
- Simon Hornblower; Antony Spawforth; Esther Eidinow (11 September 2014). The Oxford Companion to Classical Civilization. OUP Oxford. pp. 352–. ISBN 978-0-19-101676-9
- Uma ou mais das frases anteriores incorporam texto de uma publicação agora em domínio público: Chisholm, Hugh, ed. (1911). "Largus, Scribonius". Encyclopædia Britannica. Vol. 16 (11th ed.). Cambridge University Press. p. 216.